# 紫細棘鯛
紫細棘鯛輻鰭魚綱金眼鯛目燧鯛亞目燧鯛科的其中一種，分布於澳洲東南部海域，棲息深度1-146公尺，體長可達9.5公分，棲息在中上層水域。

## 擴展閱讀
維基物種上的相關：紫細棘鯛